# Hofstraße 5

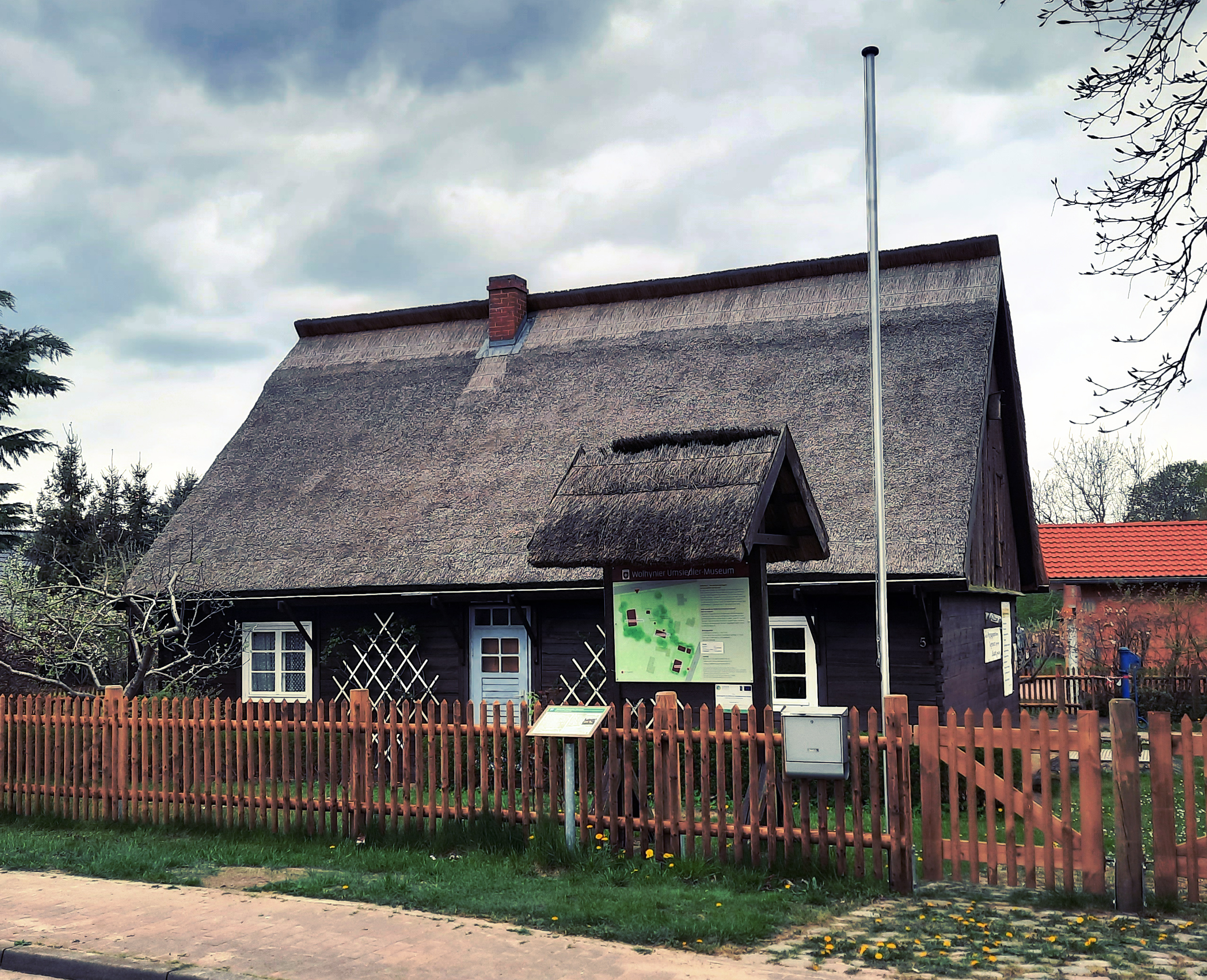
Hofstraße 5 in Linstow

Die Gebäude in der Hofstraße 5 in Linstow ist ein denkmalgeschütztes Wohnhaus in Dobbin-Linstow, einer Gemeinde im Landkreis Rostock in Mecklenburg-Vorpommern. Es beherbergt seit 1993 das Wolhyniendeutsche Umsiedlermuseum Linstow.

## Lage
Die Krakower Chaussee führt von Nordwesten kommend in den Ort und zweigt in Höhe des Gutshauses Linstow als Landstraße 204 nach Nordwesten hin ab. Südlich führt die Hofstraße über die Nebel hinweg zum Gutshaus. Das Wohnhaus steht wenige Meter nordwestlich auf einem Grundstück, das mit einem Zaun eingefriedet ist.

## Geschichte und Nutzung
Gegen Ende des Zweiten Weltkrieges flüchteten zahlreiche Wolhyniendeutsche, die kurz zuvor in den Warthegau umgesiedelt worden waren, aufs neue. 73 Familien kamen nach Linstow und erhielten im Zuge der Bodenreform in Deutschland je rund 10 Hektar Ackerland. Eine der nach 1945 angesiedelten Familien errichtete 1947 in Linstow ein traditionelles Wohnhaus. Es wurde nach der Wende im Jahr 1990 von der Gemeinde rekonstruiert und zu einem Museum umgebaut. Die Eröffnung fand am 6. August 1993 statt. Neben seiner musealen Funktion dient das Gebäude als Gedenk- und Begegnungsstätte, die in den darauf folgenden Jahren um einen rund 3000 m² großen Freilandbereich mit einem Erdkeller, einem Backofen, einem Ziehbrunnen, einem Gedenkstein sowie ein Wirtschaftsgebäude erweitert wurde. Das Ensemble wurde von September 2004 bis Mai 2005 um eine Bildungs- und Museumsscheune ergänzt. Das Museum wird von einem 1993 gegründeten Heimatverein getragen und betrieben.

## Baubeschreibung
Das eingeschossige Gebäude wurde im Wesentlichen aus Holz, Lehm und Schilf errichtet und entspricht damit der traditionellen Bauweise in Wolhynien. Es hat einen rechteckigen Grundriss und kann durch eine kleine und hochrechteckige Tür von Osten her betreten werden. Links und rechts sind je zwei kleine Fenster. Die Nord- und Südwand ist geschlossen; am östlichen Giebel ist eine verbretterte Tür; am Westgiebel ein großes Fenster. Das schlichte Satteldach ist mit Stroh und Schilf gedeckt.